# وان‌درایو
وان‌درایو (به انگلیسی: OneDrive) (به صورت رسمی: مایکروسافت وان‌درایو) که پیش‌تر با نام اسکای‌درایو شناخته شده بود یک سرویس میزبانی فایل است که به کاربران امکان آپلود کردن و همگام‌سازی فایل‌ها را در یک فضای ابری می‌دهد و از طریق مرورگر وب یا سایر دستگاه‌های محلی می‌توان به فایل‌ها دسترسی داشت.
این سرویس بخشی از خدمات آنلاین ویندوز لایو است و به کاربران این امکان را می‌دهد که فایل‌های خود را به صورت خصوصی، اشتراک با برخی افراد یا به صورت عمومی آپلود کنند. برای دسترسی به فایل‌هایی که به صورت عمومی منتشر شده‌اند نیازی به حساب کاربری مایکروسافت نیست.
این سرویس به کاربران جدید ۷ گیگابایت فضای رایگان اختصاص می‌داد ولی از سال ۲۰۱۴ برای رقابت با گوگل درایو، این فضا را به ۱۵ گیگابایت افزایش داد. وان درایو در تاریخ ۲۷ ژوئیه ۲۰۱۶ این فضا را به ۵ گیگابایت کاهش داد. همچنین امکان خرید فضای بیشتر وجود دارد. اسکای‌درایو با استفاده از تکنولوژی اچ‌تی‌ام‌ال۵ ساخته شده و می‌توان فایل‌هایی تا ۳۰۰ مگابایت را با استفاده از کشیدن و رها کردن در مرورگر وب آپلود کرد یا توسط نرم‌افزار کاربردی مخصوص مایکروسافت ویندوز و اواس‌ده تا ۲ گیگابایت را آپلود کرد و همچنین می‌توانید فایل‌های آپلود کرده خود در وان‌درایو را در وبلاگ یا وب سایت خود قرار دهید.